# Azanus mirza
Azanus mirza is een vlinder uit de familie van de Lycaenidae. De wetenschappelijke naam van de soort is voor het eerst gepubliceerd in 1880 door Carl Plötz.

## Verspreiding
De soort komt voor in Senegal, Gambia, Guinea-Bissau, Guinee, Sierra Leone, Liberia, Ivoorkust, Ghana, Benin, Nigeria, Kameroen, Gabon, Centraal Afrikaanse Republiek, Congo-Kinshasa, Oeganda, Kenia, Tanzania, Angola, Zambia, Malawi, Mozambique, Zimbabwe, Zuid-Afrika, Swaziland en Jemen.

## Habitat
Het habitat bestaat uit bossen en vochtige savannen. In Tanzania komt de soort voor tussen 300 en 2600 meter hoogte.

## Waardplanten
De rups leeft op Allophylus rubifolius, Dichrostachys cinerea en Senegalia kraussiana.

## Parasieten
De pop wordt dodelijk geparasiteerd door de sluipvlieg Cadurciella rufipalpis (Tachinidae).